# Скелівка (селище)
Скелівка — селище у Черкаському районі Черкаської області, підпорядковане Медведівській сільській громаді.
У XIX ст. поблизу села Головківка виникає хутір Попове (згодом Скельки, Скелівка). Назва походить від священика, який тут мешкав. Для обробітку попівської землі сюди зганяли селян з Головківки.